# Cârna
Cârna – wieś w Rumunii, w okręgu Dolj, w gminie Cârna. W 2011 roku liczyła 1363 mieszkańców.